# Torneo Clausura 2017 (Paraguay)
El Torneo Clausura 2017 (también llamado Copa de Primera - Tigo - Visión Banco, por motivos de patrocinio), denominado «Centenario del Club General Díaz» - «Dr. Hassel Aguilar Sosa», fue el centésimo décimo séptimo campeonato oficial de Primera División de la Asociación Paraguaya de Fútbol (APF). Comenzó el 21 de julio y llegó a su fin el 10 de diciembre.
Se coronó campeón el club Cerro Porteño, alcanzando así el 32.° título de su historia.

## Sistema de competición
Como en temporadas anteriores, el modo de disputa se mantuvo bajo el sistema de todos contra todos con partidos de ida y vuelta, unos como local y otros como visitante a lo largo de dos rondas de once jornadas cada una. Es campeón el equipo que acumula la mayor cantidad de puntos al término de las 22 fechas.
En caso de igualdad de puntos entre dos contendientes se define el título en un partido extra. De existir más de dos en disputa se toman en cuenta los siguientes parámetros:
1) saldo de goles;
2) mayor cantidad de goles marcados;
3) mayor cantidad de goles marcados en condición de visitante;
4) sorteo.

## Equipos participantes
El campeonato tuvo la participación de doce equipos. Los únicos que han disputado todas las temporadas de esta categoría (también conocida como División de Honor) son Olimpia y Guaraní. Igualmente, los clubes Cerro Porteño, General Díaz y Deportivo Capiatá nunca han descendido desde sus ingresos, en 1913 y 2013, respectivamente.

### Datos de los clubes
| Equipo              | Fundación                | Ciudad      | Estadio             | Capacidad |
| ------------------- | ------------------------ | ----------- | ------------------- | --------- |
| Cerro Porteño       | 1 de octubre de 1912     | Asunción    | General Pablo Rojas | 45 000    |
| Deportivo Capiatá   | 4 de septiembre de 2008  | Capiatá     | Lic. Erico Galeano  | 15 000    |
| General Díaz        | 22 de septiembre de 1917 | Luque       | General Adrián Jara | 3300      |
| Guaraní             | 12 de octubre de 1903    | Asunción    | Rogelio Livieres    | 8000      |
| Independiente (CG)  | 20 de septiembre de 1925 | Asunción    | Ricardo Gregor      | 3500      |
| Libertad            | 30 de julio de 1905      | Asunción    | Dr. Nicolás Leoz    | 10 000    |
| Nacional            | 5 de junio de 1904       | Asunción    | Arsenio Erico       | 7000      |
| Olimpia             | 25 de julio de 1902      | Asunción    | Manuel Ferreira     | 15 500    |
| Rubio Ñu            | 24 de agosto de 1913     | Asunción    | La Arboleda         | 8000      |
| Sol de América      | 22 de marzo de 1909      | Villa Elisa | Luis Alfonso Giagni | 10 000    |
| Sportivo Luqueño    | 1 de mayo de 1921        | Luque       | Feliciano Cáceres   | 27 000    |
| Sportivo Trinidense | 11 de agosto de 1935     | Asunción    | Martín Torres       | 3000      |

### Relevo de plazas
| Ascendidos a la Primera División                               |
| -------------------------------------------------------------- |
| Independiente de Campo Grande (Campeón de División Intermedia) |
| Sportivo Trinidense (Subcampeón de Intermedia)                 |

| Descendidos a División Intermedia       |
| --------------------------------------- |
| General Caballero ZC (2º peor promedio) |
| River Plate (Peor promedio)             |

### Distribución geográfica
La mayoría de clubes se concentra en la capital del país, mientras que el resto se sitúa, no muy lejos, en ciudades del departamento Central. Se incluye al estadio Defensores del Chaco, propiedad de la Asociación Paraguaya de Fútbol, debido a que dicho escenario suele ser utilizado en numerosas ocasiones por equipos que optan oficiar ahí de local.
- Nota: La sede social y administrativa del club Sol de América se encuentra en Barrio Obrero, Asunción, colindante a las de Cerro Porteño y Nacional, pero su campo de juego se ubica en Villa Elisa donde hace de locatario desde 1985.

Mapa del departamento Central
Resaltan en anaranjado las ciudades que forman parte del Gran Asunción.
Mapa de Asunción
| Región/Ciudad        | Cantidad | Equipos                                                                                                 |
| -------------------- | -------- | --- |
| Asunción             | 8        | Cerro Porteño, Guaraní, Independiente (CG), Libertad, Nacional, Olimpia, Rubio Ñu, Sportivo Trinidense. |
| Departamento Central | 4        | Deportivo Capiatá, General Díaz, Sol de América, Sportivo Luqueño.                                      |

### Cupo de extranjeros
Los equipos tuvieron un límite máximo de hasta tres (3) jugadores extranjeros para alinear en el campo de juego.

### Jugadores categoría Sub-19
De forma obligatoria, cada equipo debió incluir en la planilla oficial de todos los partidos como mínimo un (1) jugador de nacionalidad paraguaya nacido hasta 1998. Contrario a ligas de otros países, en este caso el reglamento no contempla una cantidad mínima de minutos a permanecer el juvenil en cancha, por lo que el entrenador pudo disponer su sustitución en cualquier momento del juego.

### Entrenadores
| Lista completa                 | Lista completa      | Lista completa           |
| Equipo                         | Entrenador/es       | Fechas                   |
| ------------------------------ | ------------------- | ------------------------ |
| Cerro Porteño                  | Leonel Álvarez      | 1.ª en adelante          |
| Deportivo Capiatá              | Nelson Bernal       | 1.ª a 8.ª                |
| Deportivo Capiatá              | Gustavo Florentín   | 9.ª en adelante          |
| General Díaz                   | Aldo Bobadilla      | 1.ª a 11.ª               |
| General Díaz                   | Mario Jara          | 12.ª en adelante         |
| Guaraní                        | Daniel Garnero      | 1.ª en adelante          |
| Independiente (CG)             | Celso Ayala         | 1.ª a 14.ª               |
| Independiente (CG)             | Pablo Caballero     | 15.ª en adelante         |
| Libertad                       | Fernando Jubero     | 1.ª en adelante          |
| Nacional                       | Roberto Torres      | 1.ª a 17.ª (excepto 7.ª) |
| Nacional                       | Celso Ayala         | 7.ª, 18.ª en adelante    |
| Olimpia                        | Ever Almeida        | 1.ª a 11.ª               |
| Olimpia                        | Aldo Bobadilla      | 12.ª en adelante         |
| Rubio Ñu                       | Hernán Lisi         | 1.ª a 11.ª               |
| Rubio Ñu                       | Miguel Pavani       | 12.ª en adelante         |
| Sol de América                 | Fernando Ortiz      | 1.ª a 4.ª                |
| Sol de América                 | Diego Gavilán       | 5.ª a 11.ª               |
| Sol de América                 | Héctor Marecos      | 12.ª en adelante         |
| Sportivo Luqueño               | Javier Sanguinetti  | 1.ª en adelante          |
| Sportivo Trinidense            | Carlos Jara Saguier | 1.ª en adelante          |
| 1. 2. 3. 4. 5. 6. 7. 8. 9. 10. |                     |                          |

## Cobertura televisiva
El canal de cable Tigo Sports es la empresa concesionaria que detenta los derechos exclusivos para la transmisión en directo por TV de los partidos del campeonato. Tiene la potestad de determinar los juegos a ser televisados, así como los días y horarios de los mismos, comunicando su decisión con antelación al Consejo de la División Profesional para el correspondiente anuncio de la programación de una o más jornadas. Además, semanalmente se presenta un resumen con lo mejor de cada fecha en los programas Telefútbol (por señal abierta) y Futboleros (por TV cable y satélite).

## Patrocinio
La compañía de telefonía celular, Tigo, y la institución bancaria, Visión Banco, son las encargadas de patrocinar todos los torneos realizados por la APF. El vínculo contractual con la primera se concretó a partir de 2008 con la celebración del torneo Apertura del mismo año. En tanto que la relación con el otro espónsor para respaldar cada campeonato comenzó a principios de 2010.
Los premios en efectivo fueron fijados en US$ 70 000 dólares para el campeón (cheques de 40 000 por parte de Tigo y 30 000 de Visión Banco). Por su parte, el subcampeón se acreditó 15 000 de la misma moneda (10 000 de Tigo y 5000 de Visión).

## Clasificación
- Actualizado el 10 de diciembre de 2017.

| Pos. | Equipos             | PJ | PG | PE | PP | GF | GC | Dif. | Pts. |
| ---- | ------------------- | -- | -- | -- | -- | -- | -- | ---- | ---- |
| 1.   | Cerro Porteño       | 22 | 14 | 3  | 5  | 41 | 23 | 18   | 45   |
| 2.   | Olimpia             | 22 | 12 | 6  | 4  | 37 | 20 | 17   | 42   |
| 3.   | Guaraní             | 22 | 12 | 1  | 9  | 36 | 29 | 7    | 37   |
| 4.   | General Díaz        | 22 | 9  | 8  | 5  | 30 | 21 | 9    | 35   |
| 5.   | Sportivo Luqueño    | 22 | 9  | 6  | 7  | 36 | 31 | 5    | 33   |
| 6.   | Sol de América      | 22 | 7  | 7  | 8  | 26 | 32 | -6   | 28   |
| 7.   | Nacional            | 22 | 6  | 9  | 7  | 26 | 30 | -4   | 27   |
| 8.   | Libertad            | 22 | 7  | 5  | 10 | 26 | 27 | -1   | 26   |
| 9.   | Deportivo Capiatá   | 22 | 6  | 8  | 8  | 19 | 22 | -3   | 26   |
| 10.  | Rubio Ñu            | 22 | 6  | 7  | 9  | 16 | 25 | -9   | 25   |
| 11.  | Sportivo Trinidense | 22 | 4  | 7  | 11 | 20 | 28 | -8   | 19   |
| 12.  | Independiente (CG)  | 22 | 5  | 3  | 14 | 16 | 41 | -26  | 18   |

|  |                                                                      |
|  | Campeón. Clasifica a la fase de grupos de la Copa Libertadores 2018. |

### Evolución de la clasificación
| Equipo / Fecha      | 01 | 02 | 03 | 04 | 05 | 06 | 07 | 08 | 09 | 10 | 11 | 12 | 13 | 14 | 15 | 16 | 17 | 18 | 19 | 20 | 21 | 22 |
| ------------------- | -- | -- | -- | -- | -- | -- | -- | -- | -- | -- | -- | -- | -- | -- | -- | -- | -- | -- | -- | -- | -- | -- |
| Cerro Porteño       | 8  | 7  | 7  | 7  | 9  | 9  | 10 | 6  | 5  | 6  | 6  | 6  | 5  | 3  | 2  | 1  | 1  | 1  | 1  | 1  | 1  | 1  |
| Deportivo Capiatá   | 5  | 8  | 8  | 9  | 10 | 11 | 11 | 11 | 8  | 5  | 5  | 4  | 6  | 6  | 6  | 6  | 6  | 6  | 7  | 8  | 8  | 9  |
| General Díaz        | 4  | 1  | 3  | 1  | 1  | 1  | 2  | 3  | 3  | 3  | 1  | 2  | 4  | 5  | 3  | 5  | 4  | 2  | 4  | 4  | 4  | 4  |
| Guaraní             | 3  | 1  | 2  | 1  | 3  | 2  | 1  | 2  | 1  | 1  | 3  | 5  | 3  | 1  | 5  | 2  | 2  | 3  | 2  | 3  | 3  | 3  |
| Independiente (CG)  | 12 | 12 | 9  | 10 | 11 | 8  | 9  | 10 | 12 | 12 | 10 | 11 | 11 | 12 | 12 | 12 | 12 | 12 | 12 | 12 | 12 | 12 |
| Libertad            | 6  | 4  | 5  | 5  | 6  | 6  | 5  | 5  | 6  | 7  | 7  | 8  | 9  | 10 | 11 | 9  | 8  | 8  | 6  | 7  | 7  | 8  |
| Nacional            | 9  | 9  | 10 | 6  | 7  | 7  | 7  | 8  | 12 | 10 | 8  | 7  | 8  | 8  | 8  | 8  | 11 | 11 | 10 | 10 | 9  | 7  |
| Olimpia             | 1  | 3  | 1  | 3  | 2  | 3  | 3  | 1  | 1  | 1  | 2  | 3  | 2  | 4  | 1  | 3  | 3  | 4  | 3  | 2  | 2  | 2  |
| Rubio Ñu            | 7  | 5  | 6  | 8  | 5  | 5  | 6  | 9  | 9  | 8  | 9  | 10 | 7  | 7  | 7  | 10 | 10 | 9  | 9  | 9  | 10 | 10 |
| Sol de América      | 12 | 11 | 12 | 12 | 12 | 12 | 12 | 7  | 10 | 11 | 12 | 12 | 12 | 11 | 9  | 7  | 7  | 7  | 8  | 6  | 6  | 6  |
| Sportivo Luqueño    | 1  | 6  | 4  | 4  | 4  | 4  | 4  | 4  | 4  | 4  | 4  | 1  | 1  | 1  | 4  | 4  | 5  | 5  | 5  | 5  | 5  | 5  |
| Sportivo Trinidense | 10 | 10 | 11 | 11 | 8  | 10 | 8  | 12 | 7  | 9  | 11 | 9  | 10 | 9  | 10 | 11 | 9  | 10 | 11 | 11 | 11 | 11 |

|  |                             |
|  | Líder                       |
|  | Con un partido pendiente    |
|  | Con dos partidos pendientes |

## Máximos goleadores
| País                 | Jugador         | Equipo        | Goles | Penal |
| -------------------- | --------------- | ------------- | ----- | ----- |
| Bandera de Paraguay  | Rodrigo Bogarín | Guaraní       | 11    | 2     |
| Bandera de Argentina | Diego Churín    | Cerro Porteño | 11    | 4     |
| Bandera de Paraguay  | Blas Díaz       | General Díaz  | 9     | 2     |
| Bandera de Paraguay  | Walter González | Olimpia       | 9     | 1     |
| Bandera de Paraguay  | Néstor Camacho  | Olimpia       | 8     | 1     |
| Bandera de Paraguay  | Alfio Oviedo    | Cerro Porteño | 8     | 0     |

### Autogoles
| País                | Jugador            | Equipo             | Rival            | Anotado · Autogol |
| ------------------- | ------------------ | ------------------ | ---------------- | ----------------- |
| Bandera de Paraguay | Salustiano Candia  | Libertad           | Sportivo Luqueño | 1                 |
| Bandera de Paraguay | Jorge Paredes      | Deportivo Capiatá  | Guaraní          | 1                 |
| Bandera de Paraguay | Paul Riveros       | Rubio Ñu           | Cerro Porteño    | 1                 |
| Bandera de Paraguay | Federico Acuña     | Sol de América     | Nacional         | 1                 |
| Bandera de Paraguay | Julio Domínguez    | Rubio Ñu           | Sportivo Luqueño | 1                 |
| Bandera de Paraguay | Milciades Portillo | Independiente (CG) | Sol de América   | 1                 |

## Resultados
| Local/Visitante | CCP | CAP | GEN | GUA | IND | LIB | NAC | OLI | RUB | SOL | SLU | TRI |
| --------------- | --- | --- | --- | --- | --- | --- | --- | --- | --- | --- | --- | --- |
| Cerro Porteño   |     | 2:0 | 2:1 | 4:0 | 1:0 | 1:1 | 3:1 | 1:1 | 1:0 | 3:2 | 4:1 | 1:0 |
| Dep. Capiatá    | 2:1 |     | 0:2 | 3:2 | 0:1 | 1:0 | 1:0 | 1:2 | 1:2 | 3:0 | 2:3 | 0:0 |
| General Díaz    | 2:1 | 0:0 |     | 5:2 | 4:0 | 0:2 | 1:1 | 1:0 | 0:0 | 4:1 | 1:1 | 1:1 |
| Guaraní         | 2:1 | 3:2 | 0:1 |     | 3:0 | 2:1 | 3:2 | 3:0 | 0:1 | 0:1 | 1:2 | 2:3 |
| Independiente   | 3:2 | 0:0 | 1:3 | 0:1 |     | 0:1 | 1:2 | 1:3 | 0:0 | 4:1 | 0:3 | 0:2 |
| Libertad        | 2:3 | 0:0 | 1:2 | 0:0 | 3:0 |     | 0:2 | 2:1 | 0:0 | 0:3 | 1:2 | 0:1 |
| Nacional        | 1:2 | 0:0 | 2:0 | 0:4 | 5:0 | 2:1 |     | 1:1 | 1:1 | 1:1 | 1:1 | 0:5 |
| Olimpia         | 2:1 | 1:2 | 1:0 | 2:0 | 2:2 | 1:0 | 2:0 |     | 3:0 | 2:2 | 3:2 | 2:0 |
| Rubio Ñu        | 0:3 | 2:0 | 0:0 | 0:1 | 0:1 | 2:4 | 0:1 | 0:0 |     | 1:2 | 3:3 | 1:0 |
| Sol de América  | 0:0 | 1:1 | 1:1 | 0:2 | 3:1 | 1:2 | 1:1 | 0:3 | 1:2 |     | 1:0 | 2:1 |
| Sp. Luqueño     | 2:3 | 0:0 | 3:0 | 0:2 | 2:0 | 1:3 | 1:1 | 1:1 | 3:0 | 0:2 |     | 1:0 |
| Sp. Trinidense  | 0:1 | 0:0 | 1:1 | 1:3 | 0:1 | 2:2 | 1:1 | 0:4 | 0:1 | 0:0 | 2:4 |     |

|  |                   |
|  | Victoria local    |
|  | Empate            |
|  | Triunfo visitante |

## Calendario

### Primera rueda
| Fecha 1             | Fecha 1   | Fecha 1          | Fecha 1              | Fecha 1     | Fecha 1 |
| Local               | Resultado | Visitante        | Estadio              | Día         | Hora    |
| ------------------- | --------- | ---------------- | -------------------- | ----------- | ------- |
| Deportivo Capiatá   | 1 - 0     | Nacional         | Lic. Erico Galeano   | 21 de julio | 17:00   |
| General Díaz        | 2 - 1     | Cerro Porteño    | Defensores del Chaco | 21 de julio | 19:10   |
| Sol de América      | 0 - 3     | Olimpia          | Defensores del Chaco | 22 de julio | 15:00   |
| Libertad            | 0 - 0     | Rubio Ñu         | Dr. Nicolás Leoz     | 22 de julio | 17:10   |
| Sportivo Trinidense | 1 - 3     | Guaraní          | Martín Torres        | 23 de julio | 15:00   |
| Independiente (CG)  | 0 - 3     | Sportivo Luqueño | Defensores del Chaco | 23 de julio | 17:10   |

| Fecha 2          | Fecha 2   | Fecha 2             | Fecha 2              | Fecha 2     | Fecha 2 |
| Local            | Resultado | Visitante           | Estadio              | Día         | Hora    |
| ---------------- | --------- | ------------------- | -------------------- | ----------- | ------- |
| Sportivo Luqueño | 1 - 3     | Libertad            | Feliciano Cáceres    | 28 de julio | 17:00   |
| Guaraní          | 3 - 0     | Independiente (CG)  | Rogelio S. Livieres  | 28 de julio | 19:10   |
| Nacional         | 1 - 1     | Olimpia             | Defensores del Chaco | 29 de julio | 15:00   |
| Rubio Ñu         | 2 - 0     | Deportivo Capiatá   | La Arboleda          | 29 de julio | 17:10   |
| General Díaz     | 4 - 1     | Sol de América      | Gral. Adrián Jara    | 30 de julio | 15:00   |
| Cerro Porteño    | 1 - 0     | Sportivo Trinidense | Defensores del Chaco | 30 de julio | 17:10   |

| Fecha 3             | Fecha 3   | Fecha 3          | Fecha 3              | Fecha 3     | Fecha 3 |
| Local               | Resultado | Visitante        | Estadio              | Día         | Hora    |
| ------------------- | --------- | ---------------- | -------------------- | ----------- | ------- |
| Deportivo Capiatá   | 2 - 3     | Sportivo Luqueño | Lic. Erico Galeano   | 4 de agosto | 17:00   |
| Libertad            | 0 - 0     | Guaraní          | Dr. Nicolás Leoz     | 4 de agosto | 19:10   |
| Sportivo Trinidense | 1 - 1     | General Díaz     | Martín Torres        | 5 de agosto | 15:00   |
| Independiente (CG)  | 3 - 2     | Cerro Porteño    | Defensores del Chaco | 5 de agosto | 17:10   |
| Sol de América      | 1 - 1     | Nacional         | Luis Alfonso Giagni  | 6 de agosto | 15:00   |
| Olimpia             | 3 - 0     | Rubio Ñu         | Manuel Ferreira      | 6 de agosto | 17:10   |

| Fecha 4             | Fecha 4   | Fecha 4            | Fecha 4              | Fecha 4      | Fecha 4 |
| Local               | Resultado | Visitante          | Estadio              | Día          | Hora    |
| ------------------- | --------- | ------------------ | -------------------- | ------------ | ------- |
| General Díaz        | 4 - 0     | Independiente (CG) | Gral. Adrián Jara    | 11 de agosto | 17:00   |
| Rubio Ñu            | 0 - 1     | Nacional           | La Arboleda          | 11 de agosto | 19:10   |
| Sportivo Trinidense | 0 - 0     | Sol de América     | Martín Torres        | 12 de agosto | 17:10   |
| Guaraní             | 3 - 2     | Deportivo Capiatá  | Rogelio Livieres     | 13 de agosto | 15:00   |
| Sportivo Luqueño    | 1 - 1     | Olimpia            | Feliciano Cáceres    | 13 de agosto | 17:10   |
| Cerro Porteño       | 1 - 1     | Libertad           | Defensores del Chaco | 14 de agosto | 19:10   |

| Fecha 5            | Fecha 5   | Fecha 5             | Fecha 5             | Fecha 5          | Fecha 5 |
| Local              | Resultado | Visitante           | Estadio             | Día              | Hora    |
| ------------------ | --------- | ------------------- | ------------------- | ---------------- | ------- |
| Independiente (CG) | 0 - 2     | Sportivo Trinidense | Ricardo Gregor      | 18 de agosto     | 17:00   |
| Nacional           | 1 - 1     | Sportivo Luqueño    | Arsenio Erico       | 18 de agosto     | 19:10   |
| Libertad           | 1 - 2     | General Díaz        | Dr. Nicolás Leoz    | 19 de agosto     | 19:00   |
| Sol de América     | 1 - 2     | Rubio Ñu            | Luis Alfonso Giagni | 20 de agosto     | 15:00   |
| Olimpia            | 2 - 0     | Guaraní             | Manuel Ferreira     | 20 de agosto     | 17:10   |
| Deportivo Capiatá  | 2 - 1     | Cerro Porteño       | Lic. Erico Galeano  | 27 de septiembre | 18:00   |

| Fecha 6             | Fecha 6   | Fecha 6           | Fecha 6              | Fecha 6          | Fecha 6 |
| Local               | Resultado | Visitante         | Estadio              | Día              | Hora    |
| ------------------- | --------- | ----------------- | -------------------- | ---------------- | ------- |
| Independiente (CG)  | 4 - 1     | Sol de América    | Ricardo Gregor       | 25 de agosto     | 19:10   |
| Cerro Porteño       | 1 - 1     | Olimpia           | Defensores del Chaco | 26 de agosto     | 15:00   |
| General Díaz        | 0 - 0     | Deportivo Capiatá | Gral. Adrián Jara    | 26 de agosto     | 17:40   |
| Sportivo Luqueño    | 3 - 0     | Rubio Ñu          | Feliciano Cáceres    | 27 de agosto     | 15:00   |
| Guaraní             | 3 - 2     | Nacional          | Rogelio S. Livieres  | 27 de agosto     | 17:10   |
| Sportivo Trinidense | 2 - 2     | Libertad          | Martín Torres        | 27 de septiembre | 20:10   |

| Fecha 7           | Fecha 7   | Fecha 7             | Fecha 7              | Fecha 7          | Fecha 7 |
| Local             | Resultado | Visitante           | Estadio              | Día              | Hora    |
| ----------------- | --------- | ------------------- | -------------------- | ---------------- | ------- |
| Rubio Ñu          | 0 - 1     | Guaraní             | La Arboleda          | 1 de septiembre  | 17:00   |
| Sol de América    | 1 - 0     | Sportivo Luqueño    | Luis Alfonso Giagni  | 1 de septiembre  | 19:10   |
| Deportivo Capiatá | 0 - 0     | Sportivo Trinidense | Lic. Erico Galeano   | 2 de septiembre  | 16:00   |
| Libertad          | 3 - 0     | Independiente (CG)  | Dr. Nicolás Leoz     | 3 de septiembre  | 16:00   |
| Olimpia           | 1 - 0     | General Díaz        | Manuel Ferreira      | 13 de septiembre | 19:10   |
| Nacional          | 1 - 2     | Cerro Porteño       | Defensores del Chaco | 8 de noviembre   | 19:10   |

| Fecha 8             | Fecha 8   | Fecha 8           | Fecha 8              | Fecha 8          | Fecha 8 |
| Local               | Resultado | Visitante         | Estadio              | Día              | Hora    |
| ------------------- | --------- | ----------------- | -------------------- | ---------------- | ------- |
| Libertad            | 0 - 3     | Sol de América    | Dr. Nicolás Leoz     | 8 de septiembre  | 18:00   |
| Cerro Porteño       | 1 - 0     | Rubio Ñu          | Gral. Pablo Rojas    | 8 de septiembre  | 20:10   |
| Sportivo Trinidense | 0 - 4     | Olimpia           | Defensores del Chaco | 9 de septiembre  | 18:00   |
| General Díaz        | 1 - 1     | Nacional          | Gral. Adrián Jara    | 9 de septiembre  | 20:10   |
| Independiente (CG)  | 0 - 0     | Deportivo Capiatá | Ricardo Gregor       | 10 de septiembre | 18:00   |
| Guaraní             | 1 - 2     | Sportivo Luqueño  | Defensores del Chaco | 10 de septiembre | 20:10   |

| Fecha 9           | Fecha 9   | Fecha 9             | Fecha 9             | Fecha 9          | Fecha 9 |
| Local             | Resultado | Visitante           | Estadio             | Día              | Hora    |
| ----------------- | --------- | ------------------- | ------------------- | ---------------- | ------- |
| Sportivo Luqueño  | 2 - 3     | Cerro Porteño       | Feliciano Cáceres   | 15 de septiembre | 18:00   |
| Nacional          | 0 - 5     | Sportivo Trinidense | Arsenio Erico       | 15 de septiembre | 20:10   |
| Sol de América    | 0 - 2     | Guaraní             | Luis Alfonso Giagni | 16 de septiembre | 19:10   |
| Olimpia           | 2 - 2     | Independiente (CG)  | Manuel Ferreira     | 17 de septiembre | 18:00   |
| Rubio Ñu          | 0 - 0     | General Díaz        | La Arboleda         | 17 de septiembre | 20:10   |
| Deportivo Capiatá | 1 - 0     | Libertad            | Lic. Erico Galeano  | 18 de septiembre | 19:10   |

| Fecha 10            | Fecha 10  | Fecha 10         | Fecha 10             | Fecha 10         | Fecha 10 |
| Local               | Resultado | Visitante        | Estadio              | Día              | Hora     |
| ------------------- | --------- | ---------------- | -------------------- | ---------------- | -------- |
| General Díaz        | 1 - 1     | Sportivo Luqueño | Gral. Adrián Jara    | 22 de septiembre | 18:00    |
| Sportivo Trinidense | 0 - 1     | Rubio Ñu         | Martín Torres        | 22 de septiembre | 20:10    |
| Libertad            | 2 - 1     | Olimpia          | Defensores del Chaco | 23 de septiembre | 18:00    |
| Deportivo Capiatá   | 3 - 0     | Sol de América   | Lic. Erico Galeano   | 23 de septiembre | 20:10    |
| Cerro Porteño       | 4 - 0     | Guaraní          | General Pablo Rojas  | 24 de septiembre | 18:00    |
| Independiente (CG)  | 1 - 2     | Nacional         | Ricardo Gregor       | 24 de septiembre | 20:10    |

| Fecha 11         | Fecha 11  | Fecha 11            | Fecha 11           | Fecha 11         | Fecha 11 |
| Local            | Resultado | Visitante           | Estadio            | Día              | Hora     |
| ---------------- | --------- | ------------------- | ------------------ | ---------------- | -------- |
| Rubio Ñu         | 0 - 1     | Independiente (CG)  | La Arboleda        | 29 de septiembre | 18:00    |
| Guaraní          | 0 - 1     | General Díaz        | Rogelio Livieres   | 29 de septiembre | 20:10    |
| Olimpia          | 1 - 2     | Deportivo Capiatá   | Manuel Ferreira    | 30 de septiembre | 18:00    |
| Nacional         | 2 - 1     | Libertad            | Arsenio Erico      | 30 de septiembre | 20:10    |
| Sportivo Luqueño | 1 - 0     | Sportivo Trinidense | Feliciano Cáceres  | 1 de octubre     | 18:00    |
| Sol de América   | 0 - 0     | Cerro Porteño       | Lic. Erico Galeano | 1 de octubre     | 20:10    |

### Segunda rueda
| Fecha 12         | Fecha 12  | Fecha 12            | Fecha 12            | Fecha 12       | Fecha 12 |
| Local            | Resultado | Visitante           | Estadio             | Día            | Hora     |
| ---------------- | --------- | ------------------- | ------------------- | -------------- | -------- |
| Nacional         | 0 - 0     | Deportivo Capiatá   | Arsenio Erico       | 6 de octubre   | 18:00    |
| Sportivo Luqueño | 2 - 0     | Independiente (CG)  | Feliciano Cáceres   | 6 de octubre   | 20:10    |
| Cerro Porteño    | 2 - 1     | General Díaz        | General Pablo Rojas | 7 de octubre   | 20:10    |
| Guaraní          | 2 - 3     | Sportivo Trinidense | Rogelio Livieres    | 8 de octubre   | 18:00    |
| Olimpia          | 2 - 2     | Sol de América      | General Adrián Jara | 25 de octubre  | 20:10    |
| Rubio Ñu         | 2 - 4     | Libertad            | La Arboleda         | 9 de noviembre | 19:10    |

| Fecha 13            | Fecha 13  | Fecha 13         | Fecha 13             | Fecha 13      | Fecha 13 |
| Local               | Resultado | Visitante        | Estadio              | Día           | Hora     |
| ------------------- | --------- | ---------------- | -------------------- | ------------- | -------- |
| Libertad            | 1 - 2     | Sportivo Luqueño | Dr. Nicolás Leoz     | 13 de octubre | 18:00    |
| Sportivo Trinidense | 0 - 1     | Cerro Porteño    | Defensores del Chaco | 13 de octubre | 20:10    |
| Independiente (CG)  | 0 - 1     | Guaraní          | Ricardo Gregor       | 14 de octubre | 18:00    |
| Olimpia             | 2 - 0     | Nacional         | Defensores del Chaco | 14 de octubre | 20:10    |
| Sol de América      | 1 - 1     | General Díaz     | Luis Alfonso Giagni  | 15 de octubre | 18:00    |
| Deportivo Capiatá   | 1 - 2     | Rubio Ñu         | Lic. Erico Galeano   | 15 de octubre | 20:10    |

| Fecha 14         | Fecha 14  | Fecha 14            | Fecha 14            | Fecha 14      | Fecha 14 |
| Local            | Resultado | Visitante           | Estadio             | Día           | Hora     |
| ---------------- | --------- | ------------------- | ------------------- | ------------- | -------- |
| Guaraní          | 2 - 1     | Libertad            | Rogelio Livieres    | 17 de octubre | 18:00    |
| Cerro Porteño    | 1 - 0     | Independiente (CG)  | General Pablo Rojas | 17 de octubre | 20:10    |
| Nacional         | 1 - 1     | Sol de América      | Arsenio Erico       | 18 de octubre | 18:00    |
| Rubio Ñu         | 0 - 0     | Olimpia             | La Arboleda         | 18 de octubre | 20:10    |
| General Díaz     | 1 - 1     | Sportivo Trinidense | General Adrián Jara | 19 de octubre | 18:00    |
| Sportivo Luqueño | 0 - 0     | Deportivo Capiatá   | Feliciano Cáceres   | 19 de octubre | 20:10    |

| Fecha 15           | Fecha 15  | Fecha 15            | Fecha 15             | Fecha 15      | Fecha 15 |
| Local              | Resultado | Visitante           | Estadio              | Día           | Hora     |
| ------------------ | --------- | ------------------- | -------------------- | ------------- | -------- |
| Libertad           | 2 - 3     | Cerro Porteño       | Defensores del Chaco | 21 de octubre | 18:00    |
| Nacional           | 1 - 1     | Rubio Ñu            | Feliciano Cáceres    | 21 de octubre | 20:10    |
| Sol de América     | 2 - 1     | Sportivo Trinidense | Luis Alfonso Giagni  | 22 de octubre | 18:00    |
| Olimpia            | 3 - 2     | Sportivo Luqueño    | Defensores del Chaco | 22 de octubre | 20:10    |
| Deportivo Capiatá  | 3 - 2     | Guaraní             | Lic. Erico Galeano   | 24 de octubre | 18:00    |
| Independiente (CG) | 1 - 3     | General Díaz        | Ricardo Gregor       | 24 de octubre | 20:10    |

| Fecha 16            | Fecha 16  | Fecha 16           | Fecha 16            | Fecha 16      | Fecha 16 |
| Local               | Resultado | Visitante          | Estadio             | Día           | Hora     |
| ------------------- | --------- | ------------------ | ------------------- | ------------- | -------- |
| General Díaz        | 0 - 2     | Libertad           | General Adrián Jara | 28 de octubre | 18:00    |
| Cerro Porteño       | 2 - 0     | Deportivo Capiatá  | General Pablo Rojas | 28 de octubre | 20:10    |
| Guaraní             | 3 - 0     | Olimpia            | Rogelio Livieres    | 29 de octubre | 18:00    |
| Sportivo Luqueño    | 1 - 1     | Nacional           | Feliciano Cáceres   | 29 de octubre | 20:10    |
| Sportivo Trinidense | 0 - 1     | Independiente (CG) | Martín Torres       | 30 de octubre | 18:00    |
| Rubio Ñu            | 1 - 2     | Sol de América     | La Arboleda         | 30 de octubre | 20:10    |

| Fecha 17          | Fecha 17  | Fecha 17            | Fecha 17             | Fecha 17       | Fecha 17 |
| Local             | Resultado | Visitante           | Estadio              | Día            | Hora     |
| ----------------- | --------- | ------------------- | -------------------- | -------------- | -------- |
| Rubio Ñu          | 3 - 3     | Sportivo Luqueño    | La Arboleda          | 4 de noviembre | 18:00    |
| Sol de América    | 3 - 1     | Independiente (CG)  | Luis Alfonso Giagni  | 4 de noviembre | 20:10    |
| Olimpia           | 2 - 1     | Cerro Porteño       | Defensores del Chaco | 5 de noviembre | 17:00    |
| Nacional          | 0 - 4     | Guaraní             | Arsenio Erico        | 5 de noviembre | 20:10    |
| Libertad          | 0 - 1     | Sportivo Trinidense | Dr. Nicolás Leoz     | 6 de noviembre | 18:00    |
| Deportivo Capiatá | 0 - 2     | General Díaz        | Lic. Erico Galeano   | 6 de noviembre | 20:10    |

| Fecha 18            | Fecha 18  | Fecha 18          | Fecha 18             | Fecha 18        | Fecha 18 |
| Local               | Resultado | Visitante         | Estadio              | Día             | Hora     |
| ------------------- | --------- | ----------------- | -------------------- | --------------- | -------- |
| Sportivo Trinidense | 0 - 0     | Deportivo Capiatá | Martín Torres        | 10 de noviembre | 19:10    |
| Sportivo Luqueño    | 0 - 2     | Sol de América    | Feliciano Cáceres    | 11 de noviembre | 18:00    |
| General Díaz        | 1 - 0     | Olimpia           | Defensores del Chaco | 11 de noviembre | 20:10    |
| Cerro Porteño       | 3 - 1     | Nacional          | General Pablo Rojas  | 12 de noviembre | 18:00    |
| Guaraní             | 0 - 1     | Rubio Ñu          | Rogelio Livieres     | 12 de noviembre | 20:10    |
| Independiente (CG)  | 0 - 1     | Libertad          | Ricardo Gregor       | 13 de noviembre | 19:10    |

| Fecha 19          | Fecha 19  | Fecha 19            | Fecha 19             | Fecha 19        | Fecha 19 |
| Local             | Resultado | Visitante           | Estadio              | Día             | Hora     |
| ----------------- | --------- | ------------------- | -------------------- | --------------- | -------- |
| Sol de América    | 1 - 2     | Libertad            | Luis Alfonso Giagni  | 16 de noviembre | 19:10    |
| Rubio Ñu          | 0 - 3     | Cerro Porteño       | Defensores del Chaco | 18 de noviembre | 18:00    |
| Deportivo Capiatá | 0 - 1     | Independiente (CG)  | Lic. Erico Galeano   | 18 de noviembre | 20:10    |
| Olimpia           | 2 - 0     | Sportivo Trinidense | Manuel Ferreira      | 19 de noviembre | 18:00    |
| Sportivo Luqueño  | 0 - 2     | Guaraní             | Feliciano Cáceres    | 19 de noviembre | 20:10    |
| Nacional          | 2 - 0     | General Díaz        | Arsenio Erico        | 20 de noviembre | 19:10    |

| Fecha 20            | Fecha 20  | Fecha 20          | Fecha 20             | Fecha 20        | Fecha 20 |
| Local               | Resultado | Visitante         | Estadio              | Día             | Hora     |
| ------------------- | --------- | ----------------- | -------------------- | --------------- | -------- |
| Libertad            | 0 - 0     | Deportivo Capiatá | Dr. Nicolás Leoz     | 24 de noviembre | 19:10    |
| Independiente (CG)  | 1 - 3     | Olimpia           | Defensores del Chaco | 25 de noviembre | 18:00    |
| Guaraní             | 0 - 1     | Sol de América    | Rogelio Livieres     | 25 de noviembre | 20:10    |
| Cerro Porteño       | 4 - 1     | Sportivo Luqueño  | General Pablo Rojas  | 26 de noviembre | 18:00    |
| Sportivo Trinidense | 1 - 1     | Nacional          | Martín Torres        | 26 de noviembre | 20:10    |
| General Díaz        | 0 - 0     | Rubio Ñu          | General Adrián Jara  | 27 de noviembre | 19:10    |

| Fecha 21         | Fecha 21  | Fecha 21            | Fecha 21             | Fecha 21       | Fecha 21 |
| Local            | Resultado | Visitante           | Estadio              | Día            | Hora     |
| ---------------- | --------- | ------------------- | -------------------- | -------------- | -------- |
| Guaraní          | 2 - 1     | Cerro Porteño       | Defensores del Chaco | 2 de diciembre | 18:00    |
| Olimpia          | 1 - 0     | Libertad            | Manuel Ferreira      | 2 de diciembre | 18:00    |
| Sol de América   | 1 - 1     | Deportivo Capiatá   | Luis Alfonso Giagni  | 2 de diciembre | 20:10    |
| Nacional         | 5 - 0     | Independiente (CG)  | Arsenio Erico        | 4 de diciembre | 18:00    |
| Rubio Ñu         | 1 - 0     | Sportivo Trinidense | La Arboleda          | 4 de diciembre | 18:00    |
| Sportivo Luqueño | 3 - 0     | General Díaz        | Feliciano Cáceres    | 4 de diciembre | 20:10    |

| Fecha 22            | Fecha 22  | Fecha 22         | Fecha 22            | Fecha 22        | Fecha 22 |
| Local               | Resultado | Visitante        | Estadio             | Día             | Hora     |
| ------------------- | --------- | ---------------- | ------------------- | --------------- | -------- |
| General Díaz        | 5 - 2     | Guaraní          | General Adrián Jara | 7 de diciembre  | 18:00    |
| Cerro Porteño       | 3 - 2     | Sol de América   | General Pablo Rojas | 10 de diciembre | 18:30    |
| Deportivo Capiatá   | 1 - 2     | Olimpia          | Lic. Erico Galeano  | 10 de diciembre | 18:30    |
| Independiente (CG)  | 0 - 0     | Rubio Ñu         | Ricardo Gregor      | 10 de diciembre | 18:30    |
| Libertad            | 0 - 2     | Nacional         | Dr. Nicolás Leoz    | 10 de diciembre | 18:30    |
| Sportivo Trinidense | 2 - 4     | Sportivo Luqueño | Martín Torres       | 10 de diciembre | 18:30    |

|                                  |
| Campeón Cerro Porteño 32° título |

## Clasificación para copas internacionales

### Puntaje acumulado
- Actualizado el 10 de diciembre de 2017.

El puntaje acumulado es el que obtiene cada equipo al sumar los torneos Apertura y Clausura de 2017. Al cierre de temporada definió a los representantes de la APF en los torneos de Conmebol en 2018.
- Para la Copa Libertadores 2018 clasificaron 4: los campeones del Apertura y Clausura, ordenados según sus posiciones finales en la tabla;[6] y los mejores colocados, sin contar a los mencionados anteriormente.[6] Si el mismo club repitiera el título logra automáticamente el primer cupo, otorgando los restantes a los finalizados en segundo, tercer y cuarto lugar.[6] Los dos mejores acceden a la fase de grupos, el tercero ingresa desde la fase preclasificatoria 2 y el cuarto lo hace a partir de la fase preclasificatoria 1.[6]

- Para la Copa Sudamericana 2018 clasificaron 4: los primeros colocados, excluyendo a los clasificados para la Copa Libertadores.

Para ambos torneos se define en un partido extra en caso de paridad de puntos entre dos equipos que pugnen por un cupo. Si la igualdad se produce entre tres o más se toma en cuenta la diferencia de goles. De igualar en puntos dos clubes que ya lograron su clasificación para el mismo certamen se dirime la posición final de cada uno mediante sorteo. Los campeones del Apertura y Clausura aseguraron su participación en la Libertadores como Paraguay 1 o 2, sin depender de la posición que ocuparon en esta tabla.
| Pos. | Equipo              | PJ | PG | PE | PP | GF | GC | Dif. | Pts. | Copa                   | Fase    |
| ---- | ------------------- | -- | -- | -- | -- | -- | -- | ---- | ---- | ---------------------- | ------- |
| 1.   | Guaraní             | 44 | 27 | 4  | 13 | 84 | 60 | 24   | 85   | Copa Libertadores 2018 | Segunda |
| 2.   | Cerro Porteño       | 44 | 25 | 5  | 14 | 67 | 49 | 18   | 80   | Copa Libertadores 2018 | Grupos  |
| 3.   | Olimpia             | 44 | 21 | 15 | 8  | 69 | 43 | 26   | 78   | Copa Libertadores 2018 | Primera |
| 4.   | Libertad            | 44 | 22 | 9  | 13 | 66 | 41 | 25   | 75   | Copa Libertadores 2018 | Grupos  |
| 5.   | Sol de América      | 44 | 15 | 17 | 12 | 57 | 49 | 7    | 62   | Copa Sudamericana 2018 | Primera |
| 6.   | General Díaz        | 44 | 15 | 15 | 14 | 52 | 53 | -1   | 60   | Copa Sudamericana 2018 | Primera |
| 7.   | Sportivo Luqueño    | 44 | 12 | 14 | 18 | 57 | 64 | -7   | 50   | Copa Sudamericana 2018 | Primera |
| 8.   | Nacional            | 44 | 11 | 17 | 16 | 50 | 60 | -10  | 50   | Copa Sudamericana 2018 | Primera |
| 9.   | Deportivo Capiatá   | 44 | 13 | 11 | 20 | 40 | 53 | -13  | 50   |                        |         |
| 10.  | Independiente (CG)  | 44 | 12 | 11 | 21 | 43 | 68 | -25  | 47   |                        |         |
| 11.  | Rubio Ñu            | 44 | 10 | 15 | 19 | 41 | 60 | -19  | 45   |                        |         |
| 12.  | Sportivo Trinidense | 44 | 5  | 19 | 20 | 43 | 69 | -26  | 34   |                        |         |

|  |                                                               |
|  | Clasificado a la Fase 2 de la Copa Libertadores 2018.         |
|  | Clasificado a la Fase de grupos de la Copa Libertadores 2018. |
|  | Clasificado a la Fase 1 de la Copa Libertadores 2018.         |
|  | Clasificado a la Copa Sudamericana 2018.                      |

## Descenso de categoría

### Puntaje promedio
- Actualizado el 10 de diciembre de 2017.

El promedio de puntos de un equipo consiste en el cociente que se obtiene de la división de su puntaje acumulado en los torneos disputados en las últimas tres temporadas entre la cantidad de partidos que haya jugado durante ese período. Con base en dicho cálculo se determina cuáles son los equipos que descienden a Segunda División. En caso de igualdad en el puntaje para definir qué equipo va al descenso, se resuelve en un partido extra.
| Pos. | Equipo              | 2015 | 2016 | 2017 | Total | PJ  | Promedio |
| ---- | ------------------- | ---- | ---- | ---- | ----- | --- | -------- |
| 1.   | Guaraní             | 86   | 83   | 85   | 254   | 132 | 1,924    |
| 2.   | Olimpia             | 79   | 90   | 78   | 247   | 132 | 1,871    |
| 3.   | Cerro Porteño       | 96   | 66   | 80   | 242   | 132 | 1,833    |
| 4.   | Libertad            | 76   | 83   | 75   | 234   | 132 | 1,773    |
| 5.   | Sol de América      | 57   | 63   | 62   | 182   | 132 | 1,379    |
| 6.   | Deportivo Capiatá   | 54   | 67   | 50   | 171   | 132 | 1,295    |
| 7.   | Sportivo Luqueño    | 57   | 53   | 50   | 160   | 132 | 1,212    |
| 8.   | General Díaz        | 45   | 46   | 60   | 151   | 132 | 1,144    |
| 9.   | Nacional            | 43   | 54   | 50   | 147   | 132 | 1,114    |
| 10.  | Independiente (CG)  | -    | -    | 47   | 47    | 44  | 1,068    |
| 10.  | Rubio Ñu            | 48   | 48   | 45   | 141   | 132 | 1,068    |
| 12.  | Sportivo Trinidense | -    | -    | 34   | 34    | 44  | 0,773    |

|  |                                   |
|  | Desempataron en un partido extra. |
|  | Descendió a Segunda División.     |

### Desempate
Los equipos de Independiente de Campo Grande y Rubio Ñu finalizaron igualados con 1,068 puntos de promedio, por lo que debieron definir al segundo equipo descendido en un partido extra que se disputó el viernes 15 de diciembre en el Estadio General Adrián Jara. El ganador logró la permanencia en Primera División para la siguiente temporada, mientras que el perdedor descendió de categoría.
| 15 de diciembre de 2017, 19:00 (UTC-3) | Independiente (CG)                                              | 3:1 (2:0) | Rubio Ñu          | Estadio General Adrián Jara, Luque                    |                                                       |
|                                        | Milciades Portillo 1' · Rolando Bogado 7' · Carlos Ferreira 63' | Reporte   | 73' Iván González | Asistencia: 1300 espectadores Árbitro(s): Éber Aquino | Asistencia: 1300 espectadores Árbitro(s): Éber Aquino |